# Polens herrjuniorlandslag i ishockey
Polens herrjuniorlandslag i ishockey (polska: Reprezentacja Polski w hokeju na lodzie mężczyzn do lat 20) representerar Polen i ishockey för herrjuniorer. Laget spelade sin första landskamp den 23 december 1976 i Banská Bystrica under juniorvärldsmästerskapet, och förlorade då med 0-14 mot Kanada.

### Fotnoter
1. ↑  ”Championnat du monde 1977 des moins de 20 ans”. Hockeyarvhives. 1976-1977. http://www.passionhockey.com/hockeyarchives/U-20_1977.htm. Läst 15 december 2013.